# ハサカ

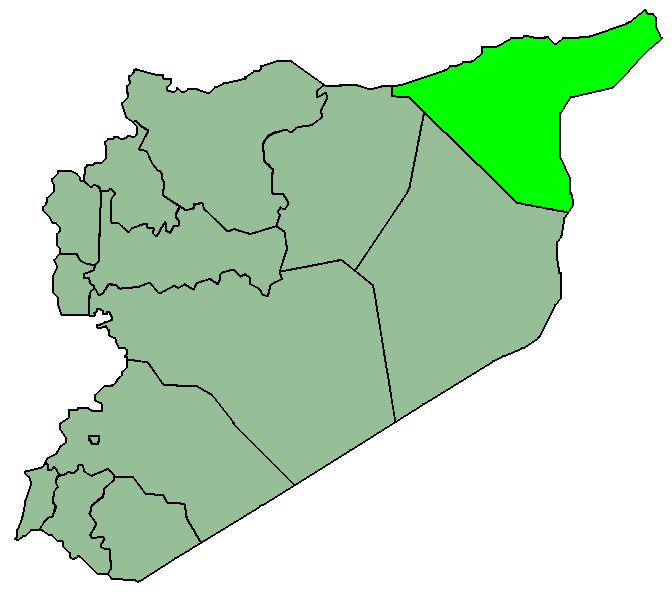
ハサカ県の位置。ハサカの街は南西の県境沿いに位置する

ハサカ（ハッサケ、アル・ハサカ、Al-Hasakah、アラビア語： الحسكة）は、シリア北東部のハサカ県の県庁所在地。ハサカ県内ではカーミシュリー（人口約20万）に次ぎ人口2位（81,809人）。クルド人およびアッシリア人が多数を占める。

## 地理
ダマスカスからは600km、アレッポからは494km、デリゾールからは179km。イラク北部からトルコ東南部、シリア東部にかけて広がるジャズィーラ地方の一角を占める。ハサカにはハブール川が街を流れている。ハブール川はトルコ領内に発し、県を南北に貫きユーフラテス川に合流する。

## 歴史
ハサカの街はオスマン帝国の時期の記録に登場する。軍事的な要地にあったハサカは20世紀初頭、オスマン帝国解体とともにフランス委任統治領になった。もとはアッシリア人およびシリア正教会信徒が多数を占めていたが、シリア各地からのアラブ人と、トルコ東南部からのクルド人難民の流入で民族構成に変化が生じた。

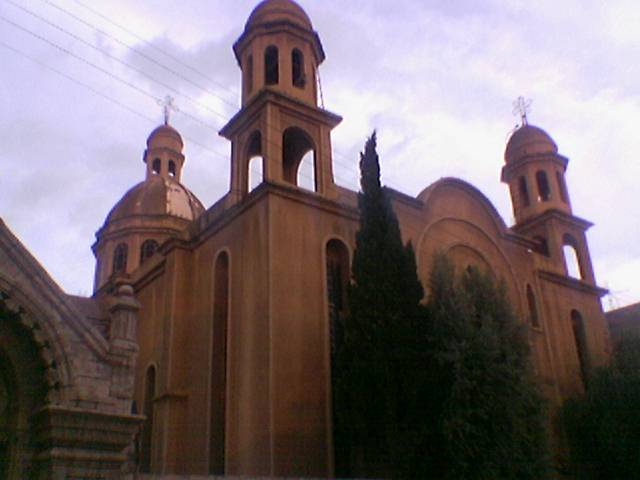
ハサカの聖ゲオルギオス教会

## 経済
街の産業は農業が中心で、小麦生産でシリア首位、綿花生産で2位となっている。アレッポからデリゾールを経てカーミシュリーに向かう鉄道も通る。キリスト教徒が多いことから教会も多く、中でも聖ゲオルギウス教会は著名。

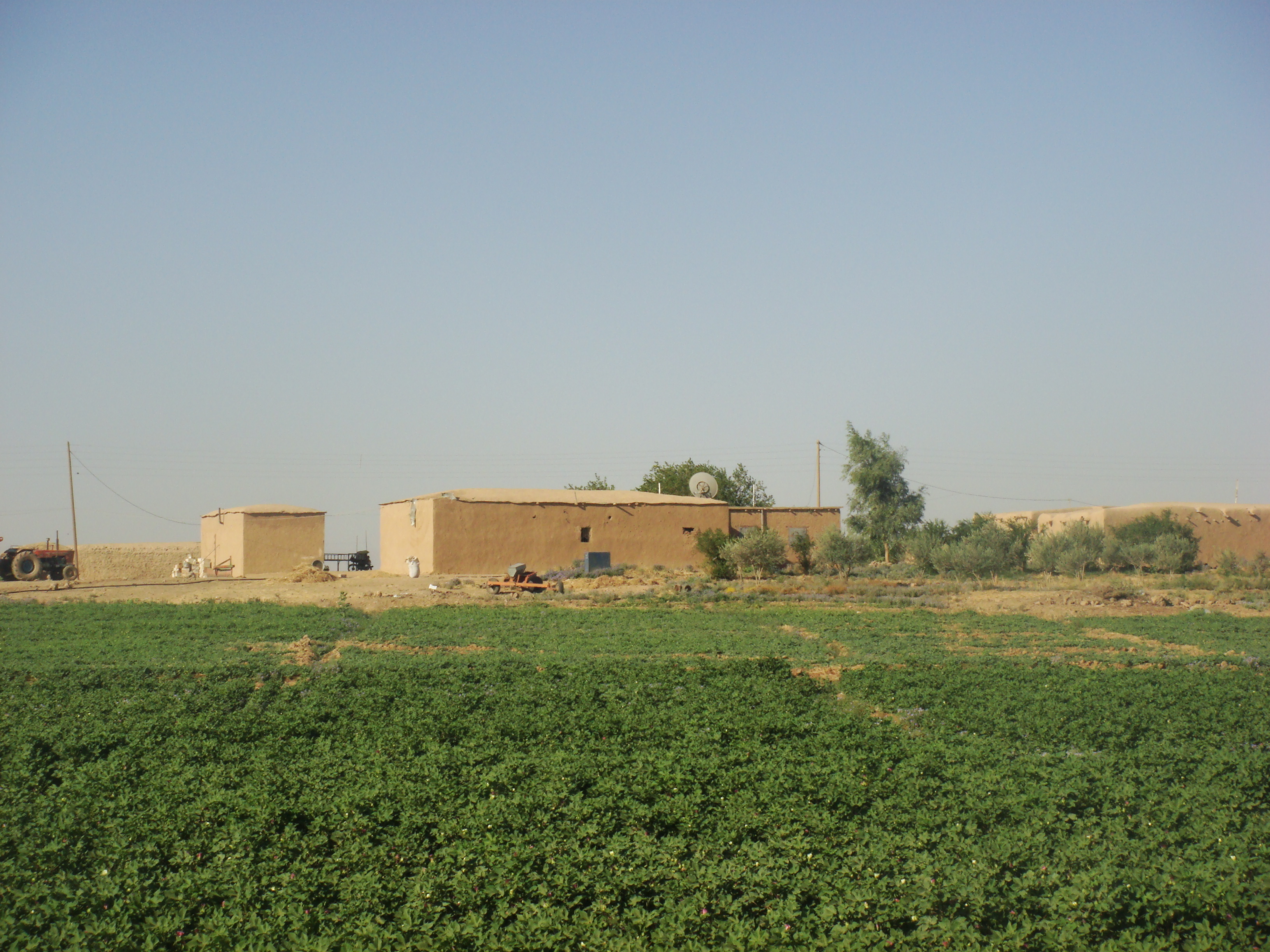
ハサカの近郊の農村

## シリア内戦
2011年から始まったシリア内戦では、シリア政府軍と地域一帯に居住するクルド人勢力が支配下に収めISILに対抗し続けた。2015年6月25日には、ISILが市内へ侵攻する動きを見せ一部を占領したが退却させている。以後、地域は徐々に安定し、アメリカ軍主導の有志連合による国境警備部隊の訓練施設やISILの捕虜収容所も設置された。